# Résolution 275 du Conseil de sécurité des Nations unies
Membres permanents
- Chine (Taïwan)
- États-Unis
- France
- Royaume-Uni
- URSS

Membres non permanents
- Algérie
- Colombie
- Espagne
- Finlande
- Hongrie
- Népal
- Pakistan
- Paraguay
- Sénégal
- Zambie

Résolution no 274 Résolution no 276
La résolution 275 du Conseil de sécurité des Nations unies est adoptée 9 voix contre zéro lors de la 1 526e séance du Conseil de sécurité des Nations unies le 22 décembre 1969, après une lettre du représentant de la Guinée et constatant que ces incidents du Portugal mettent en péril la paix et la sécurité internationales, le Conseil a appelé le Portugal à cesser de violer la souveraineté et l'intégrité territoriale de la Guinée. Le Conseil a profondément déploré les pertes en vies humaines et les lourds dommages causés à plusieurs villages guinéens par l'action de la Guinée-Bissau, territoire sous administration portugaise, et a solennellement averti le Portugal que si de tels actes devaient se répéter à l'avenir, le Conseil envisagerait de nouvelles mesures pour donner effet à la résolution. Il a également demandé au Portugal de libérer une barge à moteur du nom de Patrice Lumumba (du nom de l'homme d'État congolais Patrice Lumumba) et tous ses passagers.
La résolution a été adoptée par neuf voix, avec six abstentions de la République de Chine, de la Colombie, de la France, de l'Espagne, du Royaume-Uni et des États-Unis.
La Guinée avait d'abord écrit au Conseil de sécurité le 4 décembre 1969 pour demander une action, qui a été soutenue par 40 États africains. Elle a informé le Conseil de nouvelles frappes aériennes sur son territoire le 12 décembre, ce qui a entraîné la tenue de réunions et l'adoption d'une résolution.

### Sources
- (en) Cet article est partiellement ou en totalité issu de l’article de Wikipédia en anglais intitulé « United Nations Security Council Resolution 275 » (voir la liste des auteurs).

### Texte
- Résolution 275 Sur fr.wikisource.org
- Résolution 275 Sur en.wikisource.org